# Erik Durm
Erik Durm (pronunciación AFI: [ˈʔeːʁɪk ˈdʊʁm]; Pirmasens, 12 de mayo de 1992) es un exfutbolista alemán que jugaba como defensa.

## Trayectoria

### Inicios
Durm empezó su carrera en 1998 en la cantera del SG Rieschweiler, después se unió a la cantera del 1. FC Saarbrücken en 2008, equipo en el que fue el máximo anotador de la liga 2009-2010 con 13 goles. En julio de 2010 fue traspasado a la cantera del 1. FSV Maguncia 05, debutando con el filial en la temporada 2010-2011 el 4 de diciembre de 2010 frente al SV Elversberg en la Regionalliga.
En la temporada 2011-2012, Durm se afianzó en el filial del 1. FSV Maguncia 05 y consiguió anotar siete tantos en sus diez primeros partidos. El joven alemán logró marcar dos goles como visitante en la jornada siete frente al Eintracht Fráncfort. Acabó la primera vuelta de la temporada anotando nueve goles, y aun anotó cuatro goles más en la segunda vuelta de la temporada 2011-2012. Tras esta temporada, FSV Maguncia 05 y Borussia Dortmund ofrecieron a Durm firmar un contrato profesional, pero durm rechazó la oferta del Mainz por fichar con el Borussia.

### Borussia Dortmund
La temporada 2012-13 acabó firmando un contrato con el Borussia Dortmund que lo liga al equipo de la cuenca del Ruhr hasta junio de 2014 y Durm fue incluido en la plantilla del Borussia Dortmund II, que juega en la 3. Liga. El debut profesional de Durm con el Borussia Dortmund II se produjo en un partido frente al VfL Osnabrück en la 3. Liga.
Fue incluido en la plantilla del primer equipo del Borussia Dortmund para la temporada 2013-14 y el 10 de agosto de 2013 debutó en la 1. Bundesliga, sustituyendo a Robert Lewandowski en el minuto 87 en el partido del Borussia frente al F. C. Augsburgo, partido que acabó con un 4-0 para el Dortmund. El debut en la Liga de Campeones de la UEFA tuvo lugar el 1 de octubre de 2013 en la victoria por 3-0 del Borussia frente al equipo francés Olympique de Marsella.
Jugó la final de la Supercopa de Alemania 2014 sustituyendo a Marcel Schmelzer en el minuto 45, disputada el 13 de agosto, logrando así su primer título como jugador del Borussia Dortmund al vencer por 2-0 al Bayern de Múnich.

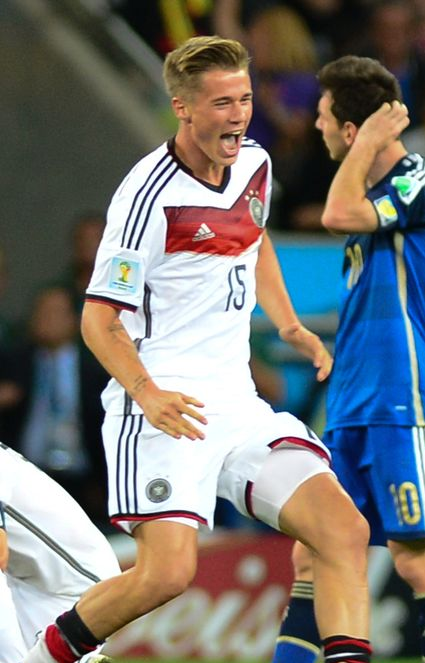
Erik Durm celebrando el título de campeón del mundo tras el pitido final del partido frente a Argentina.

## Selección nacional
El 8 de mayo de 2014 fue incluido en la lista preliminar de 30 jugadores por el entrenador Joachim Löw con miras a la fase final de la Copa del Mundo. Fue ratificado entre los 23 jugadores que viajaron a Brasil el 2 de junio.

### Participaciones en Copas del Mundo
| Mundial                        | Sede   | Resultado |
| ------------------------------ | ------ | --------- |
| Copa Mundial de Fútbol de 2014 | Brasil | Campeón   |

## Estadísticas

### Club
Actualizado al final de carrera deportiva.
| Club                                  | Temporada     | Div.          | Liga  | Liga  | Copa  | Copa  | Continental | Continental | Total | Total |
| Club                                  | Temporada     | Div.          | Part. | Goles | Part. | Goles | Part.       | Goles       | Part. | Goles |
| ------------------------------------- | ------------- | ------------- | ----- | ----- | ----- | ----- | ----------- | ----------- | ----- | ----- |
| 1. FSV Maguncia 05 II · Alemania      | 2010-11       | 4.ª           | 1     | 0     | ―     | ―     | ―           | ―           | 1     | 0     |
| 1. FSV Maguncia 05 II · Alemania      | 2011-12       | 4.ª           | 32    | 13    | ―     | ―     | ―           | ―           | 32    | 13    |
| 1. FSV Maguncia 05 II · Alemania      | Total club    | Total club    | 33    | 13    | 0     | 0     | 0           | 0           | 33    | 13    |
| Borussia Dortmund II · Alemania       | 2012-13       | 3.ª           | 28    | 2     | ―     | ―     | ―           | ―           | 28    | 2     |
| Borussia Dortmund II · Alemania       | 2013-14       | 3.ª           | 2     | 0     | ―     | ―     | ―           | ―           | 2     | 0     |
| Borussia Dortmund · Alemania          | 2013-14       | 1.ª           | 19    | 0     | 3     | 0     | 7           | 0           | 29    | 0     |
| Borussia Dortmund II · Alemania       | 2014-15       | 3.ª           | 2     | 0     | ―     | ―     | ―           | ―           | 2     | 0     |
| Borussia Dortmund II · Alemania       | Total club    | Total club    | 32    | 2     | 0     | 0     | 0           | 0           | 32    | 2     |
| Borussia Dortmund · Alemania          | 2014-15       | 1.ª           | 18    | 1     | 6     | 0     | 4           | 0           | 28    | 1     |
| Borussia Dortmund · Alemania          | 2015-16       | 1.ª           | 14    | 1     | 3     | 0     | 3           | 0           | 20    | 1     |
| Borussia Dortmund · Alemania          | 2016-17       | 1.ª           | 13    | 0     | 3     | 0     | 4           | 0           | 20    | 0     |
| Borussia Dortmund · Alemania          | 2017-18       | 1.ª           | 0     | 0     | 0     | 0     | 0           | 0           | 0     | 0     |
| Borussia Dortmund · Alemania          | Total club    | Total club    | 64    | 2     | 15    | 0     | 18          | 0           | 97    | 2     |
| Huddersfield Town A. F. C. Inglaterra | 2018-19       | 1.ª           | 28    | 0     | 2     | 0     | ―           | ―           | 30    | 0     |
| Huddersfield Town A. F. C. Inglaterra | Total club    | Total club    | 28    | 0     | 2     | 0     | 0           | 0           | 30    | 0     |
| Eintracht Fráncfort · Alemania        | 2019-20       | 1.ª           | 9     | 0     | 2     | 0     | 4           | 0           | 15    | 0     |
| Eintracht Fráncfort · Alemania        | 2020-21       | 1.ª           | 21    | 1     | 1     | 0     | ―           | ―           | 22    | 1     |
| Eintracht Fráncfort · Alemania        | 2021-22       | 1.ª           | 7     | 0     | 0     | 0     | 2           | 0           | 9     | 0     |
| Eintracht Fráncfort · Alemania        | Total club    | Total club    | 37    | 1     | 3     | 0     | 6           | 0           | 46    | 1     |
| 1. F. C. Kaiserslautern · Alemania    | 2022-23       | 2.ª           | 27    | 0     | 1     | 0     | ―           | ―           | 28    | 0     |
| 1. F. C. Kaiserslautern · Alemania    | 2023-24       | 2.ª           | 4     | 0     | 2     | 0     | ―           | ―           | 6     | 0     |
| 1. F. C. Kaiserslautern · Alemania    | Total club    | Total club    | 31    | 0     | 3     | 0     | 0           | 0           | 34    | 0     |
| Total carrera                         | Total carrera | Total carrera | 225   | 18    | 23    | 0     | 24          | 0           | 272   | 18    |
| 1. 2.                                 |               |               |       |       |       |       |             |             |       |       |

### Selección nacional
Actualizado al 5 de octubre de 2014.
| Selección           | Temporada     | Europeo1 | Europeo1 | Mundial2 3 | Mundial2 3 | Amistosos | Amistosos | Total | Total |
| Selección           | Temporada     | Part.    | Goles    | Part.      | Goles      | Part.     | Goles     | Part. | Goles |
| ------------------- | ------------- | -------- | -------- | ---------- | ---------- | --------- | --------- | ----- | ----- |
| Absoluta · Alemania | 2013-14       | 0        | 0        | 0          | 0          | 1         | 0         | 1     | 0     |
| Absoluta · Alemania | 2014-15       | 1        | 0        | 0          | 0          | 1         | 0         | 2     | 0     |
| Absoluta · Alemania | Total         | 1        | 0        | 0          | 0          | 2         | 0         | 3     | 0     |
| Total carrera       | Total carrera | 1        | 0        | 0          | 0          | 2         | 0         | 3     | 0     |

1Incluye clasificación para la Eurocopa.
2Incluye clasificación para la Copa Mundial de Fútbol.
3Incluye Copa FIFA Confederaciones.

## Palmarés

### Títulos nacionales
| Título                | Club              | País     | Año     |
| --------------------- | ----------------- | -------- | ------- |
| Supercopa de Alemania | Borussia Dortmund | Alemania | 2013    |
| Supercopa de Alemania | Borussia Dortmund | Alemania | 2014    |
| Copa de Alemania      | Borussia Dortmund | Alemania | 2016-17 |

### Títulos internacionales
| Título                 | Club (*)              | Sede    | Año     |
| ---------------------- | --------------------- | ------- | ------- |
| Copa Mundial de Fútbol | Selección de Alemania | Brasil  | 2014    |
| Liga Europa de la UEFA | Eintracht Fráncfort   | Sevilla | 2021-22 |

(*) Incluyendo la selección.